# Morten Dahlin
Morten Dahlin (nascido a 1 de maio de 1989, em Hvidovre) é um político dinamarquês, membro do Folketing pelo partido político Venstre. Ele foi eleito para o parlamento nas eleições legislativas dinamarquesas de 2019.

## Carreira política
Dahlin foi eleito para o conselho municipal do município de Greve nas eleições municipais de 2017 na Dinamarca.
Dahlin concorreu pela primeira vez ao parlamento nas eleições legislativas de 2015, nas quais recebeu 2.986 votos. Isso não foi suficiente para obter uma cadeira no parlamento, embora ele se tenha tornado no principal substituto do partido Venstre no distrito eleitoral da Zelândia. Ele não foi chamado durante o mandato de 2015–2019. Ele concorreu novamente na eleição de 2019, na qual conseguiu ser eleito com 6.471 votos.